# Panicum hylaeicum
Panicum hylaeicum är en gräsart som beskrevs av Carl Christian Mez. Panicum hylaeicum ingår i släktet vipphirser, och familjen gräs. Inga underarter finns listade i Catalogue of Life.